# Wattle Downs
Wattle Downs est une banlieue de la cité d’Auckland, située dans l’Île du Nord de la Nouvelle-Zélande.

## Situation
La banlieue est localisée au niveau de la péninsule de Mahia Park sur les berges du mouillage de Manukau Harbour. 
Elle inclut la zone de Wattle Cove. Elle est située à 25 kilomètres au sud de Auckland CBD et à 10 kilomètres au sud du centre-ville de Manukau.

## Développements
À l’origine, la péninsule de « Mahia Park »  était constituée de terres agricoles (appartenant à Ian Ross) mais a été développée en une zone urbaine en plusieurs phases. 
Le secteur est presque exclusivement résidentiel, avec seulement quelques magasins et écoles[citation nécessaire]

## Éducation
Il y a 2 écoles et un accueil de jour pour les soins dans le secteur:
- L’école de « Reremoana Primary School » est une école, qui a ouvert le 7 février 2006. Elle a été construite pour accueillir les enfants de la population rapidement croissante dans la zone locale[1].

- L’école de « Clayton Park Primary School » est une autre école située dans Wattle Downs[2].

- Le centre «Wattle Downs Early Learning Centre » est un centre d’accueil de jour pour les moins de  5 ans [3].

## Loisirs
Le parcours de « golf de Wattle Downs » est un parcours  de 9 trous, qui est niché entre les zones de maisons et comprend une belle vue sur le mouillage.
Il y a plusieurs réserves, comprenant « Kauri Point Reserve » en dessous de « Moor Park », « Wattle Farm Reserve » sur « Wattle Farm Road » et « Wattle Farm Wetlands Reserve » située aussi sur ‘Wattle Farm Road’.